# Sphaeroidinella
Sphaeroidinella es un género de foraminífero planctónico de la subfamilia Globigerininae, de la familia Globigerinidae, de la superfamilia Globigerinoidea, del suborden Globigerinina y del orden Globigerinida. Su especie tipo es Sphaeroidina dehiscens. Su rango cronoestratigráfico abarca desde el Messiniense (Mioceno superior) hasta la Actualidad.

## Descripción
Sphaeroidinella incluye especies con conchas trocoespiraladas, oviformes, de trocospira compacta; sus cámaras son globulares fuertemente abrazadores, creciendo en tamaño de manera rápida; sus suturas intercamerales son incididas en el estadio globigeriniforme inicial (similar a Globigerinoides) y niveladas u ocultadas en el estadio adulto; su contorno ecuatorial es ovalado y ligeramente lobulado; su periferia es ampliamente redondeada; su ombligo es profundo; su abertura principal era interiomarginal, umbilical (intraumbilical) en el estadio juvenil, reducida a una ranura en el estadio adulto, bordeado con un labio crenulado que presenta continuidad con los rebordes de la corteza; presentan aberturas suplementarias suturales en el lado espiral tan grandes como la principal, y todas ellas pueden unificarse conformando una abertura unida que casi rodea ecuatorialmente la corteza; presentan pared calcítica hialina, fuertemente perforada con poros cilíndricos en el estadio juvenil, pero lisa y secundariamente engrosada en el estadio adulto formando una corteza calcítica que reduce el tamaño del poro; la corteza se extiende en los márgenes de la concha para formar unos rebordes con protuberancias crenuladas.

## Discusión
Clasificaciones posteriores han incluido Sphaeroidinella en la familia Sphaeroidinellidae.

## Ecología y Paleoecología
Sphaeroidinella incluye foraminíferos con un modo de vida planctónico, de distribución latitudinal preferentemente tropical-subtropical, y habitantes pelágicos de aguas profundas (medio mesopelágico inferior a batipelágico superior).

## Clasificación
Sphaeroidinella incluye las siguientes especie y subespecies:
- Sphaeroidinella dehiscens
  - Sphaeroidinella dehiscens reticulata
  - Sphaeroidinella dehiscens subdeshicens

Otras especies consideradas en Sphaeroidinella son:
- Sphaeroidinella cellata
- Sphaeroidinella disjuncta
- Sphaeroidinella ionica
  - Sphaeroidinella ionica evoluta
- Sphaeroidinella multiloba
- Sphaeroidinella rutschi
- Sphaeroidinella senni
- Sphaeroidinella subdehiscens
- Sphaeroidinella transiens